# Hadronema uhleri
Hadronema uhleri är en insektsart som beskrevs av Van Duzee 1928. Hadronema uhleri ingår i släktet Hadronema och familjen ängsskinnbaggar. Inga underarter finns listade i Catalogue of Life.